# Gerano
Gerano là một đô thị ở tỉnh Roma trong vùng Latium thuộc Ý, có cự ly khoảng 40 km về phía đông của Roma. Tại thời điểm ngày 31 tháng 12 năm 2004, đô thị này có dân số 1.197 người và diện tích là 10,1 km².
Gerano giáp các đô thị: Bellegra, Canterano, Cerreto Laziale, Pisoniano, Rocca Canterano, Rocca Santo Stefano.